# Aponoeme amazonica
Aponoeme amazonica là một loài bọ cánh cứng trong họ Cerambycidae.